# Chiesa dei Santi Vito, Modesto e Crescenzia (San Vito di Cadore)
La chiesa dei Santi Vito, Modesto e Crescenzia è la parrocchiale di San Vito di Cadore, in provincia di Belluno e diocesi di Belluno-Feltre; fa parte della convergenza foraniale di Ampezzo-Cadore-Comelico.

## Storia

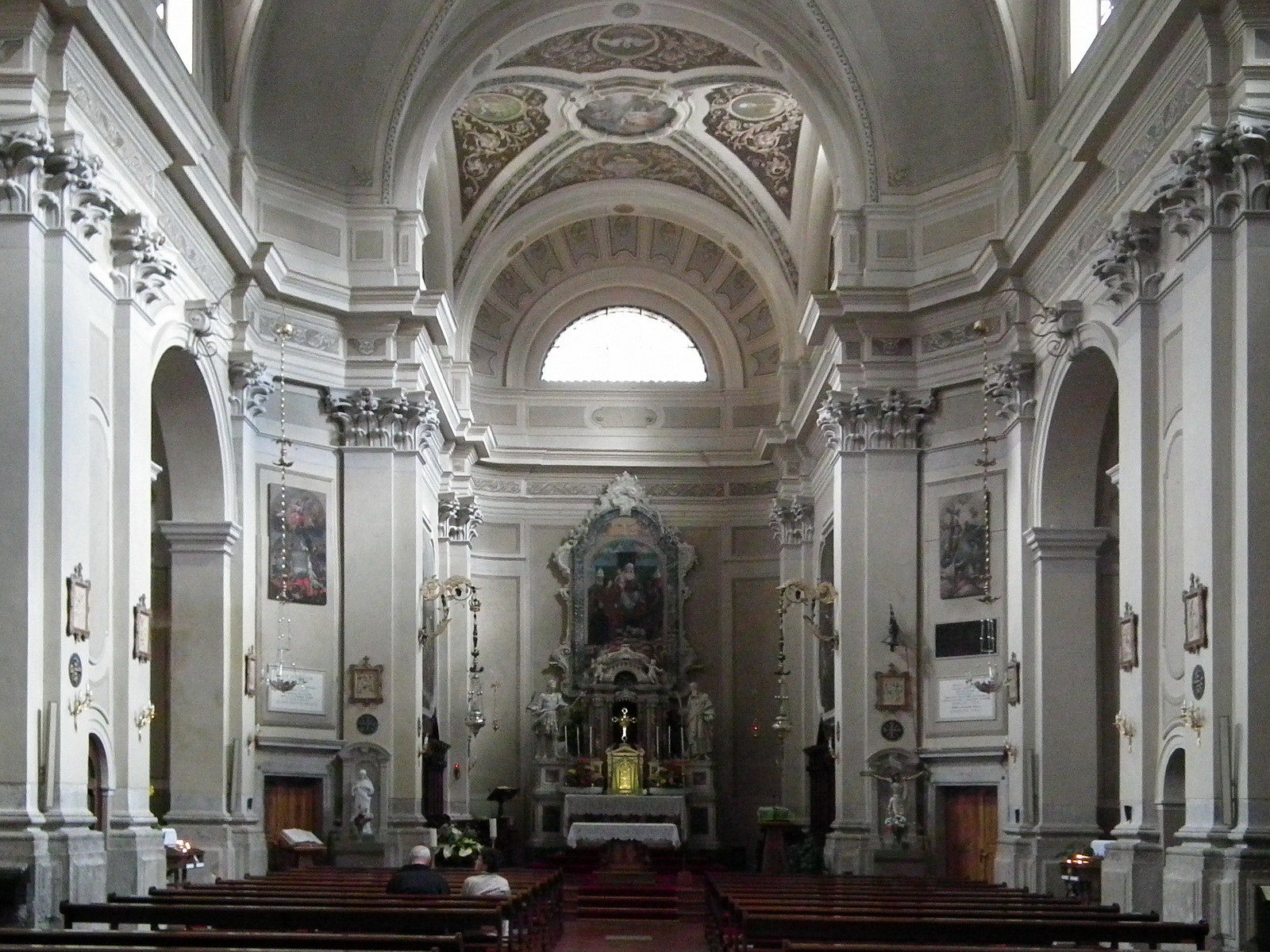
L'interno

Di solito si ritiene che la fondazione della pieve di San Vito di Cadore risalga al 1208, anche se è menzionata in un documento precedente, del 1203. L'attuale parrocchiale venne costruita su progetto di Domenico Schiavi da Tolmezzo nel 1760 e consacrata nel 1764. L'edificio fu poi ristrutturato nei due secoli successivi.

## Interno
Opere di pregio conservate all'interno della chiesa, che è ad un'unica navata, sono l'altare maggiore in legno e rivestito di gesso marmorizzato, opera di Giovanni Müssack, i quattro altari laterali, una pala di Francesco Vecellio con soggetto la Madonna col Bambino assieme ai Santi Vito e Modesto, la Via Crucis dell'alleghese Valentino Riva, gli affreschi del soffitto, raffiguranti la Santissima Trinità e la Beata Vergine Assunta ed eseguiti da Antonio Schiavi, la statua di San Giuseppe sull'omonimo altare, la pala di Sant'Antonio Abate, dipinta da Tomaso Da Rin, e quella dei Santi Ermacora e Fortunato, il cui autore è forse Antonio Vassilacchi.